# Майк Хеджес
Майк Хеджес (англ. Mike Hedges, нар. 1953) — британський аудіопродюсер/інженер, найбільш відомий своєю роботою з The Cure, Siouxsie and the Banshees та Manic Street Preachers. Протягом своєї кар'єри Хеджес працював з еклектичним списком артистів, починаючи від рок і попгуртів, таких як U2, Dido, Travis, Texas, The Beautiful South та Everything but the Girl, і закінчуючи культовою інді-групою The Cooper Temple Clause та класично орієнтованими проектами, такими як The Priests та Сарою Брайтман. Його творчий внесок і вплив кардинально вплинули на траєкторії таких гуртів, як The Cure, The Associates, Manic Street Preachers і Travis.